# Слободан Анђелковић
Слободан Анђелковић (Београд, 1. март 1913 — Сомбор, 6. децембар 1985), фудбалер који је играо бека и (слабије) крилног халфа. Иако високог раста, био је врло покретљив и са „разорним“ стартом. Одличним дугим бековским ударцима из свих положаја и акробатским скоковима, најчешће је доминирао у казненом простору. Радио је у експедицији београдске „Политике“.
Неколико сезона врло успешно је носио „црвени“ дрес београдске СК Југославије (1935 — 1941), а уз осам утакмица за селекцију Београда, одиграо је једину пријатељску утакмицу за национални тим Краљевине Југославије 6. јуна 1937. против Белгије (1:1) у Београду. Тада је играо у ужој одбрани са Глазером и Хиглом, једини пут добивши предност над тада незаменљивим легендарним сплићанином Јозом Матошићем.
Тренирао Борово, Пролетер (Зрењанин), Јединство (Параћин), Иванград, Хајдук (Кула), ФК Текстилац (Оџаци), Јединство (Станишић), сомборски ЖАК и Раднички.
Добитник златне плакете ФСЈ.